# Reimer Boy Eilers

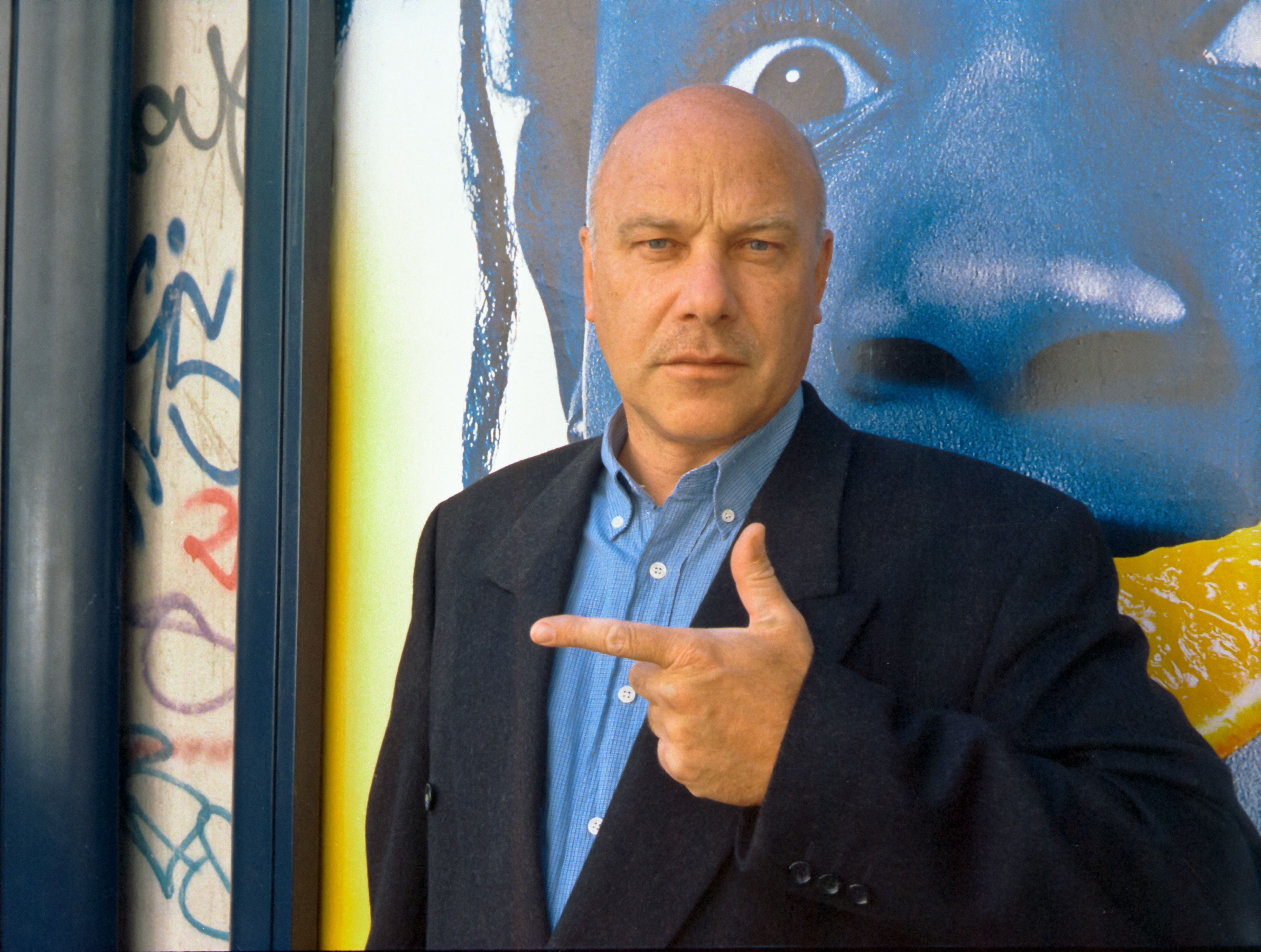
Reimer Boy Eilers (2007)

Reimer Boy Eilers (Publikationen auch als Reimer Eilers; * 15. Dezember 1948 in Wedel) ist ein deutscher Schriftsteller und Publizist.

## Leben und Wirken
Reimer Boy Eilers war 1967 als Austauschschüler in den USA und machte 1968 das Abitur am Helene-Lange-Gymnasium in Rendsburg. Er studierte Volkswirtschaftslehre, Politische Wissenschaften und Soziologie in Hamburg und schloss die Studien mit einem Diplom als Volkswirt sowie 1979 mit einer Promotion in Wirtschafts- und Sozialwissenschaften ab.
1984 veröffentlichte er in einem Kleinverlag seinen ersten Roman All die verwirrten Männer. Seitdem arbeitet er freiberuflich als Autor und ist Verfasser von Romanen, Lyrik, Krimis, Kurzgeschichten, Essays, Reisebildern und Reiseromanen (Travelogues). Gelegentlich schreibt er auch Gedichte und Kurzprosa auf Helgoländer Friesisch (Halunder).
Von 1986 bis zur Auflösung der Gruppe 1995 war er Mitglied der Autorengruppe PENG. 1996 veranstaltete er den ersten Poetry Slam in Hamburg.  Er ist Mitglied der Hamburger Autorenvereinigung, des Syndikats, des Verbandes deutscher Schriftstellerinnen und Schriftsteller (VS) – seit 1992 als Vorsitzender des VS Hamburg, von 2002 bis 2009 zudem im VS-Bundesvorstand. Seit 2005 ist er außerdem Mitglied in der Jury des Walter-Kempowski-Literaturpreises für Kurzprosa und seit 2016 Mitglied des PEN-Zentrums Deutschland. Vom Deutschen Journalisten-Verband und der Deutschen Journalistinnen- und Journalisten-Union ist er in den Rat für deutsche Rechtschreibung gewählt.
Reimer Boy Eilers lebt in Hamburg.

## Auszeichnungen
- 1984: 2. Platz bzw. Shortlist Hungertuch-Preis, Frankfurt am Main[2][7]
- 1985: Literaturstipendium der Stadt Hamburg[7]
- 1985: Förderpreis Literatur der Stadt Hamburg[7]
- 1991: Auszeichnung auf dem GangART Festival, Krefeld[7]
- 1991: Förderpreis Literatur der Stadt Hamburg (Hamburger Literaturpreise)[7]
- 1992: Literaturstipendium des Landes Schleswig-Holstein[7]
- 1996: Reisestipendium des Auswärtigen Amtes[7]
- 2004: Reisestipendium des Auswärtigen Amtes[2]
- 2018 Einladung zum Internationalen Poesiefestival nach Pristina, Kosovo

## Bibliografie

### Prosa
- All die verwirrten Männer. Roman. Verlag KKZR Günter Jung, Berlin 1984, ISBN 3-924261-06-7; überarbeitete Neuauflage, Verlag Telegonos Publishing, Friedberg 2016, ISBN 978-3-8391-8591-9
- Cranz. Novelle.  Verlag KKZR Günter Jung, Berlin 1985, ISBN 3-924261-09-1; Überarbeitete Neuausgabe: Lenz. Hochsicherheit (Erzählung), Verlag Expeditionen, 2014 (E-Book), ISBN 978-3-943863-28-4
- Die schwarze Prinzessin. Kriminalroman. Stöwer Verlag, Hamburg 1990; ISBN 3-927526-01-0
- 39 Scheidungsgeschichten. Miniaturen. Meiendorfer Druck Nr. 37, Verlag fulgura frango, Hamburg 1995, ISBN 3-88159-043-9
- Im Blauwasser. Geschichten von der See. Edition Nordwindpress, Hof Grabow 2006, ISBN 3-934411-38-X
- Die Titanic und das Paradies. Geschichten von der See. Verlag Expeditionen, 2015 (E-Book), ISBN 978-3-943863-00-0
- In der Sackgasse. Spannungsgeschichten mit Yakub Singer. Verlag Expeditionen, 2013 (E-Book), ISBN 978-3-943863-41-3
- In Schwierigkeiten. Ein Story Reader. Verlag Expeditionen, 2013 (E-Book), ISBN 978-3-943863-09-3
- Goethe, Glück und Helgoland. Erzählungen. Kadera Verlag, Norderstedt 2015, ISBN 978-3-944459-47-9
- Die schlimmste Küste der Welt – Von Chiloé zur Magellanstraße. Reiseroman. Reisebuch.de Edition, Eutin 2015, ISBN 978-1-5088-0801-5
- Ein wunderbarer Copyshop – Reigen aus den Siebziger Jahren. Roman. Verlag Expeditionen, 2015 (E-Book), ISBN 978-3-943863-42-0
- Ebenholz und schwarze Tränen. Kriminalroman. Kadera Verlag, Norderstedt 2015, ISBN 978-3-944459-45-5
- Ein starkes Stück. Spannungsgeschichten. Verlag Telegonos Publishing, Friedberg 2017, ISBN 978-3-946762-13-3
- Nieren für St. Pauli. Kriminalroman. Verlag Telegonos Publishing, Friedberg 2018, ISBN 978-3-7528-1654-9
- Das Helgoland, der Höllensturz: Oder Wie ein Esquimeaux das Glück auf der Roten Klippe findet, obwohl die Dreizehenmöwen hier mit Rosinen gegessen werden. Kulturmaschinen-Verlag, Hamburg 2019, ISBN 978-3967630589
- Mit Magellan. Band 1: Die Ausfahrt. Vom Hilligen Eiland nach Sevilla. Kulturmaschinen Verlag, Hamburg 2022, ISBN  978-3967631999.
- Mit Magellan. Band 2: Das Paradies. Vom Guadalquivir zum Land Presil. Kulturmaschinen Verlag, Hamburg 2024, ISBN 978-3967632392
- Mit Magellan Band 3: Die Meerenge. Von der Bahia Rio de Janeiro zur Magellanstraße. Kulturmaschinen Verlag, Hamburg 2024, ISBN 978-3967632453.

#### (Mit-)Herausgeberschaften
- Ankunft im Dazwischen. Anthologie. Zus. mit Emina Čabaravdić-Kamber. Edition Literaturkarawane. Printausgabe: Verlag Das Bosnische Wort, Wuppertal / Tuzla 2015. ISBN 978-9958-12-237-8; E-Book-Ausgabe: Verlag Expeditionen, Hamburg 2015. ISBN 978-3-943863-37-6.
- Kunst und Compassion. Festschrift für Emina Kamber. Zus. mit Sven Olsson und Esther Kaufmann. Verlag Das Bosnische Wort, Wuppertal und Tuzla 2015. ISBN 978-3-943863-70-3.
- Fluchtpunkt Hamburg. Texte im Exil. Zus. mit Emina Kamber, Esther Kaufmann und Sven Olsson. Verlag Das Bosnische Wort, Wuppertal und Tuzla 2018. ISBN 978-9958-12-301-6.
- Hummeln im Mors. Neuer Hamburger Literatrubel. Zus. mit Emina Kamber, Esther Kaufmann und Sven Olsson, Verlag Telegonos Publishing, Friedberg 2018. ISBN 978-3-946762-20-1.

### Lyrik
- Poesie in Licht und Metall. Ein Konzept der Autorengruppe PENG für die Jahrhunderthalle in Bochum, zusammen mit N. Nowak, G. Gerlach und L. Probsthayn. Hrsg. v. Projektgruppe Thealozzi, Bochum 1994
- Der Tag an dem das Meer gestohlen wurde. Gedichte. Stora Verlag, München 1996, ISBN 3-929045-54-0.
- Passworte. Objektbeschreibungen. Gedichte und Objekte. Schwamm Verlag, Hamburg 1998, ISBN 3-932176-06-5.
- Die Entdeckung des Meeresleuchtens. Gedichte. Edition tom Kyle, Agimos Verlag, Kiel 2000, ISBN 3-931903-20-6.
- Sprechen mit Seezungen. Alte und neue Gedichte. Verlag Expeditionen, 2015 (E-Book), ISBN 978-3-943863-38-3; überarbeitete Print-Ausgabe 2017, ISBN 978-3-943863-74-1.
- Crveno Ostrvo – Rote Insel. Gedichte, bosnische Übersetzung. Verlag Das Bosnische Wort, Wuppertal und Tuzla 2017. ISBN 978-9958-12-285-9.
- Die Schiffbrüchigen von Tumbatu. Langgedicht. Kulturmaschinen Verlag, Hamburg 2020, ISBN 978-3-96763-077-0.

### Sachbücher
- Experimentelle Heuristiken in der Wirtschaftsforschung – methodolog. Grundlagen unter bes. Berücks. d. Einsatzmöglichkeiten (und -grenzen) offener Planspiele in d. Tarifverhandlungsforschung. Univ. Hamburg, Fachbereich Wirtschaftswiss., Diss., Hamburg 1979; Thun Verlag, Frankfurt am Main 1980, ISBN 3-87144-569-X
- Das neue Tor zur Welt. Vierzig Jahre Container im Hamburger Hafen. Mareverlag, 2009, ISBN 978-3-86648-104-6

#### (Mit-)Herausgeberschaften
- Ende der Bescheidenheit oder neue Solidarität? 25 Jahre VS. Zus. mit Henning Berkefeld. IG Medien, Hamburg 1993